# Pandanus katatonos
Pandanus katatonos är en enhjärtbladig växtart som beskrevs av Harold St.John. Pandanus katatonos ingår i släktet Pandanus och familjen Pandanaceae. Inga underarter finns listade.